# Hello Neighbor 2
Hello Neighbor 2 — компьютерная игра в жанре адвенчуры, разработанная студией Eerie Guest Studios и изданная американской компанией tinyBuild. Игра является мидквелом оригинальной части и хронологически располагается между вторым и третьим актами первой игры, вышедшей 8 декабря 2017 года.
Первая публичная пре-альфа-версия была выпущена в 2020 году под названием Hello Guest. Вскоре после выхода проект был переименован в Hello Neighbor 2. Выпуск состоялся 6 декабря 2022 года на платформах Windows, PlayStation 5, PlayStation 4, Xbox Series X/S и Xbox One. Также вышли три дополнения: Back to School, Late Feels и Hello-copter.
11 ноября 2024 года был анонсирован сиквел — Hello Neighbor 3.

## Игровой процесс
Hello Neighbor 2 представляет собой приключенческую игру с элементами стелса. Игрок управляет журналистом по имени Квентин, расследующим серию исчезновений детей в небольшом городке. Ключевой особенностью игры является усовершенствованный искусственный интеллект противников, который значительно превосходит систему из первой части.

## Сюжет
Журналист Квентин прибывает в городок Рэйвен-Брукс (англ. Raven Brooks) для расследования загадочных исчезновений. Он становится свидетелем конфликта между Теодором Питерсоном и его сыном Аароном. Квентин фотографирует происходящее, но Питерсон замечает его и атакует с лопатой. Журналисту удаётся добраться до машины и попытаться скрыться, однако на дороге появляется таинственный Гость, из-за чего Квентин теряет управление и врезается в амбар.
После того как Квентин выбирается из-под обломков, Питерсон оглушает его лопатой и забирает фотоаппарат. Журналист приходит в себя в редакции газеты с перевязанной головой. С этого момента начинаются основные события игры.

## Разработка и выход
Hello Neighbor 2 была анонсирована на мероприятии Xbox Games Showcase 23 июля 2020 года. Разработчики планировали выпустить игру в 2021 году на Xbox Series X/S и Xbox One. В день анонса в Steam появилась страница игры и стала доступна альфа-версия.
В марте 2021 года вышел трейлер, демонстрирующий возможности искусственного интеллекта. В июне были представлены два трейлера с демонстрацией сюжета и игрового процесса.
В декабре 2021 года издатель tinyBuild объявил о переносе релиза на 2022 год. Предварительные заказы планировалось открыть в апреле, также была анонсирована бета-версия с частью открытого мира игры. 10 февраля 2022 года одновременно с выходом беты состоялся анонс версий для PlayStation 4 и PlayStation 5. В этот же день была раскрыта окончательная дата выхода — 6 декабря 2022 года.
20 сентября 2022 года вышла демо-версия. Полноценный релиз состоялся 6 декабря 2022 года на платформах Windows, PlayStation 5, PlayStation 4, Xbox Series X/S и Xbox One.

## Отзывы критиков
| Сводный рейтинг    | Сводный рейтинг           |
| Агрегатор          | Оценка                    |
| ------------------ | ------------------------- |
| Metacritic         | (PC) 59/100 (XBSX) 56/100 |
| OpenCritic         | 54/100                    |
| Иноязычные издания |                           |
| Издание            | Оценка                    |
| Shacknews          | 6/10                      |
| XboxEra            | 5,8/10                    |
| 33bits             | 70 %                      |
| WayTooManyGames    | 5/10                      |

Hello Neighbor 2 получила смешанные отзывы, согласно агрегатору рецензий Metacritic.
Джаан Элкер из Washington Post выразил разочарование продолжением. Критик считает, что основная проблема игры заключается в неумении правильно выстроить хоррор-атмосферу. В отличие от лучших представителей жанра, которые постепенно нагнетают напряжение и затем снимают его через пугающий момент, в Hello Neighbor 2 поимка игрока соседом во время решения головоломок ощущается случайной и непредсказуемой. По словам рецензента, отсутствие должной подготовки к пугающим моментам приводит к тому, что вместо страха игрок испытывает скорее раздражение и фрустрацию.